# Liste der National Natural Landmarks in Connecticut
Dies ist eine Liste der National Natural Landmarks in Arkansas. In Arkansas gibt es acht als National Natural Landmark ausgewiesene Objekte (Stand 2020). Sie wurden zwischen 1968 und 1982 begründet und umfassen Flächen zwischen etwa 4 Hektar und 6 Quadratkilometern.

## Liste
|   | Name                             | Bild | Eintragung | Ort                                      | County     | Landbesitzer                    | Beschreibung |
| - | -------------------------------- | ---- | ---------- | ---------------------------------------- | ---------- | ------------------------------- | --- |
| 1 | Bartholomew’s Cobble             |      | Okt. 1971  | Canaan 42° 3′ 26″ N, 73° 21′ 3″ W        | Litchfield | Privat                          | Naturschutzgebiet, landwirtschaftliches Schutzgebiet und Bioreservat, das sich hauptsächlich in Ashley Falls, Massachusetts, befindet und an Canaan in Connecticut angrenzt. Das Reservat beherbergt über 800 Pflanzenarten, darunter die größte Vielfalt an Farnen in Nordamerika. Es ist für die Öffentlichkeit zugänglich und verfügt über Wanderwege und ein Besucherzentrum. |
| 2 | Beckley Bog                      |      | Mai 1977   | Norfolk 41° 58′ 8″ N, 73° 9′ 44″ W       | Litchfield | Privat                          | Das südlichste Torfmoos-Heide-Schwarzfichtenmoor in Neuengland. 1956 von der Nature Conservancy erworben. |
| 3 | Bingham Pond Bog                 |      | Mai 1973   | Salisbury 42° 1′ 13″ N, 73° 27′ 59″ W    | Litchfield | Privat                          | Ein seltenes unberührtes nördliches Schwarzfichtenmoor, in dem das häufiger vorkommende Torfmoos fehlt. |
| 4 | Cathedral Pines                  |      | Mai 1982   | Cornwall 41° 50′ 9,8″ N, 73° 19′ 30,6″ W | Litchfield | Privat (The Nature Conservancy) | Ein großes Gebiet mit alten Weymouth-Kiefern- und Hemlocktannenwald im Besitz der Nature Conservancy, das 1989 von Tornados weitgehend zerstört wurde. |
| 5 | Chester Cedar Swamp              |      | Mai 1973   | Chester 41° 23′ 15″ N, 72° 29′ 20,4″ W   | Middlesex  | Staat, kommunal                 | Bekannt für seinen Sumpf mit weißen Scheinzypressen innerhalb des Cockaponset State Forest. |
| 6 | Dinosaur Trackway                |      | Apr. 1968  | Rocky Hill 41° 39′ 7″ N, 72° 39′ 25″ W   | Hartford   | Staat                           | Eine der größten Dinosaurierspurenfundstellen in Nordamerika mit einer Präsentation von fossilen Spuren aus dem frühen Jura in Sandstein von vor etwa 200 Millionen Jahren. |
| 7 | McLean Game Refuge Natural Areas |      | Nov. 1973  | Granby 41° 55′ 14″ N, 72° 47′ 18,8″ W    | Hartford   | Staat                           | 1.800 Hektar Wald in mehreren Abschnitten mit vielfältige Artengruppen sowie Hinweisen auf Gletscheraktivitäten. |
| 8 | Pachaug-Great Meadow Swamp       |      | Mai 1973   | Voluntown 41° 35′ 57″ N, 71° 52′ 41″ W   | New London | Staat, Privat                   | Sumpf aus weißen Scheinzypressen im Pachaug State Forest. Umfasst Abschnitte des Pachaug River und des Great Meadow Brook. |